# Rafael Peralta Pineda
Rafael Peralta Pineda (Puebla del Río, provincia de Sevilla, 4 de junio de 1933-Sevilla, 4 de julio de 2025), fue un rejoneador español y hermano del también rejoneador Ángel Peralta.

## Biografía
Debutó el 4 de junio de 1957 en la plaza de toros de Constantina. 
Rafael Peralta hizo su primer paseíllo en la plaza de toros de las ventas el 30 de mayo de 1959, con reses de Juan Sánchez Cobaleda, en presencia de los espadas Julio Aparicio, Manolo Vázquez y Curro Girón. En la temporada  de 1972 comienza a formar equipo para un espectáculo completo de rejoneo con su hermano Ángel Peralta y con Alvaro Domecq. Este año fue condenado por agredir a un periodista con el que estaba molesto por una crítica
En varias temporadas ha encabezado el número de corridas toreadas y de trofeos conseguidos en el escalafón de rejoneadores. Ha actuado en España, Portugal, Marruecos, Francia, Perú, Venezuela, México, Ecuador y Colombia.[cita requerida]
Junto con su hermano Ángel ha sentado las bases del toreo a caballo actual.[cita requerida] Dejó de torear, sin retirarse oficialmente en el año 2000, toreando ininterrumpidamente 43 temporadas, contando más de tres mil corridas toreadas y más de cinco mil toros lidiados.[cita requerida]
Ha pasado a la Historia como pieza clave y fundamental, encabezando el escalafón de Rejoneadores durante varias temporadas, siendo uno de los caballeros en plaza que mejor han banderilleado a dos manos. Forma, junto con su hermano Ángel, Álvaro Domecq y el portugués Jose Samuel Lupi el Cuarteto de los 4 Jinetes del Apoteosis. Destacó especialmente por invadir los terrenos contrarios al toro, pisando un sitio de gran mérito y exposición. Por todo ello, está considerado como uno de los nombres más relevantes del toreo a caballo en el S XX.